# Gatos en el antiguo Egipto
El gato es un animal mundialmente conocido por alimentarse de ratones, roedores que abundaban y siguen abundando en los almacenes de alimentos llevando consigo enfermedades, escasez y guerras. Los antiguos vieron en ellos una especie de protector divino, no solo en esta vida, si no en la otra vida que estaría después de la muerte.  
En el antiguo Egipto se creía que eran seres curativos y se los asociaba sobre todo con la protección, ya que al ser perteneciente de la familia de los felinos, se lo asemejaría directamente con el león, el cual para los egipcios, sería el dios del sol, Ra. Inicialmente se le consideró una encarnación del dios Ra como matador de la serpiente Apofis, pero alcanzó su máximo de influencia cuando se lo consideró la encarnación de Bastet, la diosa del amor, la fecundidad, la belleza, la armonía y la protección. Por más de 3.000 años los gatos estuvieron representados en las prácticas sociales y religiosas del antiguo Egipto. Las deidades egipcias fueron esculturadas con cabezas de gato como Mafdet, Bastet, Sekhmet y los gatos tenían una gran función protectora para ellas, tal y como se puede observar en diversas ciudades funerarias donde se encuentran tumbas que contienen esqueletos de gatos, que datan de principios del siglo XX a. C.. Además de estos esqueletos hay pequeñas macetas, que se cree que contenían leche para gatos. Varios frescos aparecen en tumbas en la ciudad funeraria de Tebas, gatos con escenas domesticadas. Estas tumbas pertenecieron a la nobleza y altos funcionarios del período de gobierno de la dinastía XVIII egipcia, y fueron construidas en los siglos XV y XIV a. C.. Los murales muestran a un gato sentado debajo de una silla en una cantimplora, comiendo carne y pescado; en otros aparecen acompañados de un ganso o mono. Las escenas de gatos cazando también son una idea recurrente en los frescos, en las tumbas de la ciudad de Tebas.  
Los gatos se conocen tres especies del género Felis que vivieron en el Antiguo Egipto. El gato salvaje de África o gato del desierto es la especie más extendida. Es endémica, se la encuentra en todas partes salvo en el Sahara y la selva tropical. Su tamaño varía de 50 a 75 cm. y su peso de 3 a 7 kg. Tiene una morfología comparable a la de los abisinios actuales; los grupos que viven en la selva poseen un pelaje oscuro, los que viven en el desierto, más claro. Animal preferentemente nocturno, caza al crepúsculo o por la noche. En el día se resguarda del calor en madrigueras o árboles. 
El gato de los pantanos o chaus vive en zonas húmedas (se extiende hasta Asia). Es más grande que un gato salvaje, pero de patas cortas; mide de 60 a 75 cm. y pesa entre 10 y 15 kg. Tiene hocico largo y fino, orejas rematadas en pinceles negros y cola anillada. El pelaje es marrón oscuro o rojizo, con rayas negras en las patas delanteras.
Los gatos, como encarnación de Bastet, eran momificados. El respeto que recibían tras la muerte refleja el que inspiraban en vida. El historiador griego Heródoto escribió que los egipcios se ubicaban en torno a los incendios para asegurarse de que ningún gato se fuera a quemar. A la muerte de un gato, escribió, la familia estaba de luto y se afeitaba las cejas en señal de tristeza. Esta diosa, Bastet o Bubastis, como la llamaban en griego, era representada como un gato y más frecuentemente como una mujer encapuchada con cabeza de gato de pie o llevando una cesta. Pero no siempre fue una gata, al principio y a veces durante el Período Tardío, era una leona o una mujer con cabeza de leona.

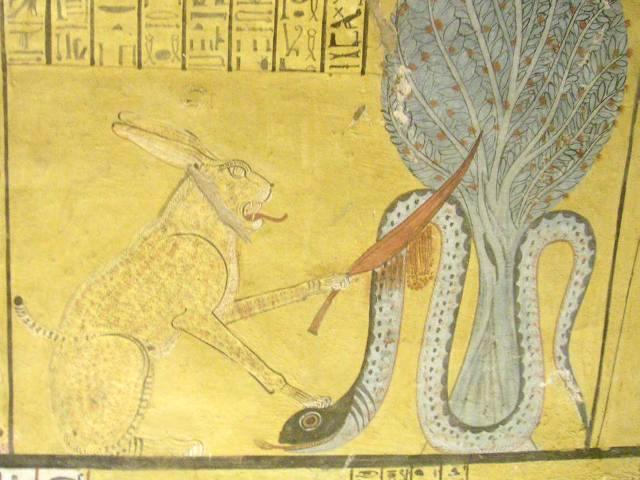
Un gato hiriendo a la serpiente Apofis.

Los millares de momias de gato encontradas en cementerios para gatos nos hacen pensar que era el animal más popular del Antiguo Egipto. En el siglo XlX los Ingleses importaron a su país unas 300.000 para reducirlas a polvo y hacer abono. Sin embargo, el gran número de momias de gatos encontradas puede explicarse también por su tamaño pequeño (se entierra más fácilmente un gato que un toro). En los palacios, el gato era el animal doméstico por excelencia, criado en la abundancia. La tradición quería que sus amos se afeitaran las cejas en señal de respeto cuando el gato desaparecía y que guardaran un duelo de setenta días durante el período de su momificación. El gato a veces acompañaba a su amo al más allá bajo forma de estatuas o esculpido en las sepulturas. Asimismo se encuentran gatos representados en numerosos jarrones, joyas y vajilla, así como en las pinturas, sobre todo bajo los asientos de las mujeres, como símbolo protector. Se momificaban con el fin de que su alma pudiera sobrevivir en el último viaje.
El proceso de momificación de los gatos del Bubasteion, era muy simple; no se evisceraban y los cuerpos simplemente se desecaban. Además, hay muy pocos casos con decoración de aplicaciones o vendajes elaborados, pero sí que se han encontrado algunas momias en sarcófagos de piedra o de madera, lo que podría indicar que estos gatos en especial eran los considerados como la manifestación específica de la diosa Bastet y por eso recibían un trato diferente y un enterramiento más elaborado. En Bubasteion se ubicaba en la entrada de la necrópolis menfita y que también hace referencia a una realidad anterior al Período Ptolemaico: un santuario consagrado a la diosa gato, una de las más importantes de Menfis. No obstante, es en el I Milenio cuando Saqqara se llenará de momias de gatos y se volverá casi tan importante como la necrópolis de Bubastis, la ciudad dedicada expresamente a Bastet.
Los egipcios veían a los dioses no como meros espíritus, sino como entidades inteligentes, capaces de encarnar en cualquier ser u objeto. Una copa de cristal decorada con la imagen de la diosa con cabeza de pantera Mafdet, fechada alrededor del año 3100 a. C., es la forma de deidad más antigua representada en Egipto. Bastet, la diosa con cabeza de gato, originalmente se pintaba como un león protector y belicoso. Su imagen con el tiempo se fue modificando para asociarla con los gatos domésticos, benévolos y a la vez salvajes.
Se cree que la domesticación del gato tuvo lugar en Egipto durante el IV milenio a. C. Antes de ser un animal de compañía apreciado para su dulzura, gracia e indolencia, el gato era sobre todo un animal protector. Como pequeño depredador de roedores, protegía los silos de grano en que los egipcios almacenaban las cosechas, sobre todo trigo, recurso vital para este pueblo de agricultores. Al cazar ratas y demás roedores, los gatos también eliminaban vectores de graves enfermedades transmisibles, como la peste. Además, como cazadores de serpientes, sobre todo víboras cornudas, hacían más seguros el entorno de las casas situadas en su territorio. Cuando un gato moría, su familia se afeitaba las cejas en señal de duelo.
Los Egipcios de la Antigüedad nombraban el gato con la onomatopeya « miu », cuya transcripción es miw en masculino y miwt en femenino.

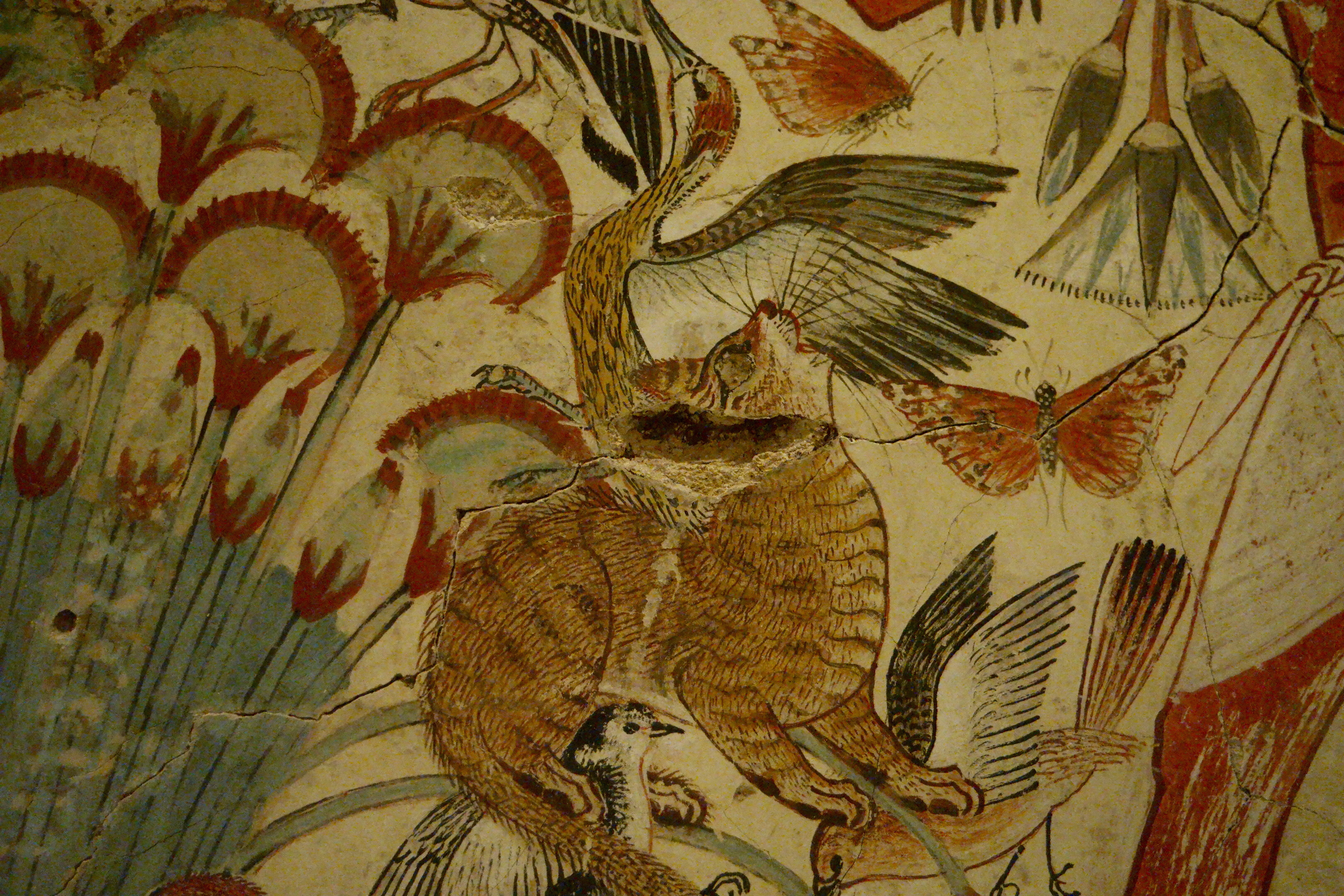
Gato caza pájaros en un cañaveral, Tumba de Nebamun.

El gato serval es un gato originario de Nubia. Se lo encuentra desde el sur del Sahara hasta el sur de África. Prefiere la noche y vive en la sabana. Tiene un tamaño medio de unos 70 cm y un peso que va de los 14 a los 18 kg., posee un cuerpo esbelto con patas largas. Su pelaje manchado es de un marrón rojizo que se aclara hacia la parte inferior del cuerpo. Tiene cabeza pequeña y orejas y ojos grandes.

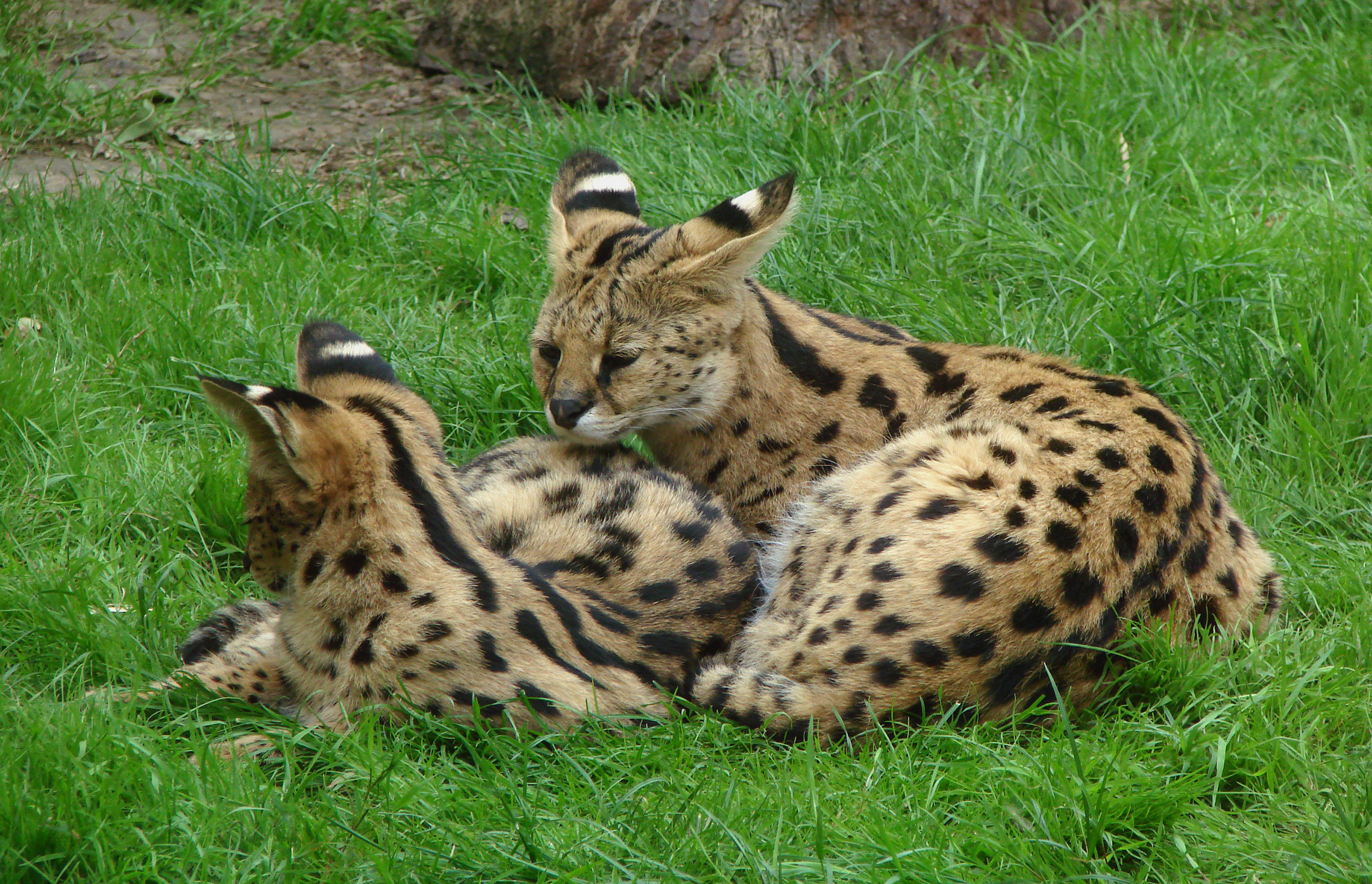
Gato serval.

Así, se atribuía tal o cual animal a tal o cual integrante de la tribu, en función de sus cualidades, los servicios que prestaba, su coraje, etc. Cuando una tribu o un integrante de ella lograba una victoria, tenía derecho a exigir de la parte perdedora que adorase a su tótem. Hacia el siglo siglo XXXI a. C. se constituyó un imperio bajo el poder de  Menes, que adoptó una religión más ecléctica en la que se adoraban ibis, águilas, escarabajos y, seguramente, gatos.
Aunque el culto del gato ya era un movimiento religioso importante a comienzos del Imperio nuevo, se amplió cuando Sheshonq I desarrolló la ciudad de Bubastis (en árabe: Tell Basta), urbe de la diosa Bastet, ubicada al este del delta del Nilo. Bastet se hizo muy popular e importante entre el vulgo, representando la fertilidad, la maternidad, la protección y los aspectos benévolos del sol. Al igual que a Sejmet, se la llamaba el Ojo de Ra. Reuniendo millares de creyentes y peregrinos, el culto del gato era responsable de la llegada anual de una enorme muchedumbre en las calles de Bubastis.

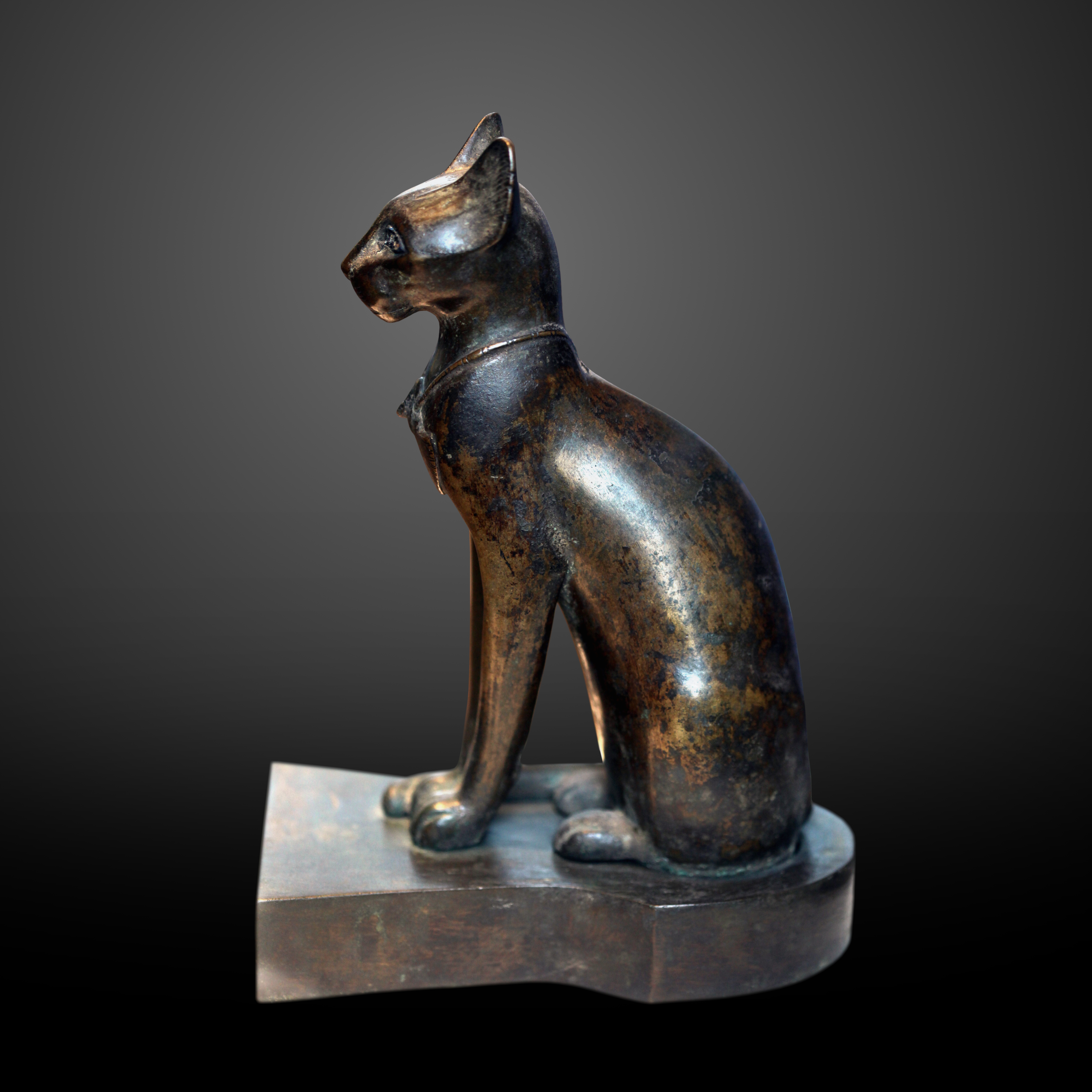
Los gatos eran embalsamados y luego momificados

Cerca del centro de la ciudad se podía ver el templo de Bastet, que estaba más abajo que el resto de la ciudad, para evitar la érosion del agua, pero que posteriormente fue levantado para evitar las inundaciones. Heródoto, que visitó Bubastis en 450 a. C., decía de este templo que aunque otros templos de ciudades aledañas eran más grandes o había sido más costosos, ninguno ofrecía tanto placer a los ojos. Heródoto lo describe detalladamente. Un canal lo rodeaba y le daba cierto aspecto de isla desierta. En el patio había una hilera de árboles que llevaba a la entrada interior, que exponía una estatua enorme de Bastet, así como una importante cantidad de gatos sagrados que los sacerdotes atendían gracias a los donativos de los peregrinos. Estos gatos, muy respetados, eran muy numerosos, y según una hipótesis periódicamente se realizaba un sacrificio en el que a menudo se mataba a los cachorros; luego eran bendecidos y momificados y después se los vendía como reliquias sagradas. Bubastis se convirtió en un centro de comercio, ya sea por la venta de bronces, esculturas o amuletos con la efigie del gato. Heródoto escribió que el festival anual en honor de Bastet realizado en la ciudad era uno de los más populares, y movilizaba a creyentes de todo Egipto. Construyeron réplicas en templos y pirámides para proteger a los dioses.
El mercantilismo y la influencia de Bubastis inspiraron a los autores de la mitología judeocristiana. En el siglo VI antes de nuestra era, el profeta Ezequiel escribía : "Los jóvenes de Avén y de Pibeset caerán a filo de espada, y las mujeres irán en cautiverio." (Ezequiel 30:17)
Durante la antigüedad, la reputación de los sentimientos de afecto de los egipcios por los gatos, entre otros animales, probablemente inspiró una anécdota legendaria narrada en el libro VII de las Estratagemas de Polieno, general macedonio « más interesado por la fantasía que por la exactitud histórica». Este escritor griego ubica su historia hacia 525 a. C., cuando el Egipto del faraón Psamético III era el principal imperio no conquistado por Persia. Pelusio , puesto de avanzada egipcio, se vio asediado por los ejércitos del rey aqueménida Cambises II. A fin de facilitar la toma de Pelusio, el soberano persa habría dispuesto delante de sus propias tropas, a diversos animales queridos por sus enemigos egipcios. Los asediados cesaron entonces sus flechazos para no dañar a los « perros, ovejas, gatos, ibis ».
Variantes posteriores del relato de Polieno hacen énfasis en los gatos y omiten mencionar a los demás animales. El pintor francés Paul-Marie Lenoir (1843-1881) ilustra la leyenda a su modo en El rey Cambises en el asedio de Pelusio, tela expuesta en el Salón de París de 1873: Cambises y sus caballeros persas, con su brazos arrojan gatos contra las murallas egipcias.
Heródoto escribió que cualquiera fuera el lugar de Egipto donde muriera un gato, se lo llevaba a Bubastis para ser momificado y enterrado en el gran cementerio. Sin embargo, al parecer esto ocurría solo excepcionalmente.
Al parecer cada templo poseía sus propios gatos. De ellos se encargaba el « guardián de los gatos », cargo importante y hereditario. El gato, como otros animales sagrados, tenía un estatus particular en la sociedad egipcia. Así, estaba prohibido matar o incluso maltratar a un gato, y los infractores se arriesgaban a penas muy severas que podían llegar a la muerte — pena seguramente proporcional a la importancia del gato en cuestión. El historiador griego Diodoro de Sicilia describe una escena que se desarrolló hacia el año 60 a. C.: un carro romano atropelló por accidente un gato egipcio y, pese a las órdenes del faraón Ptolomeo XII, un soldado egipcio mató al conductor.

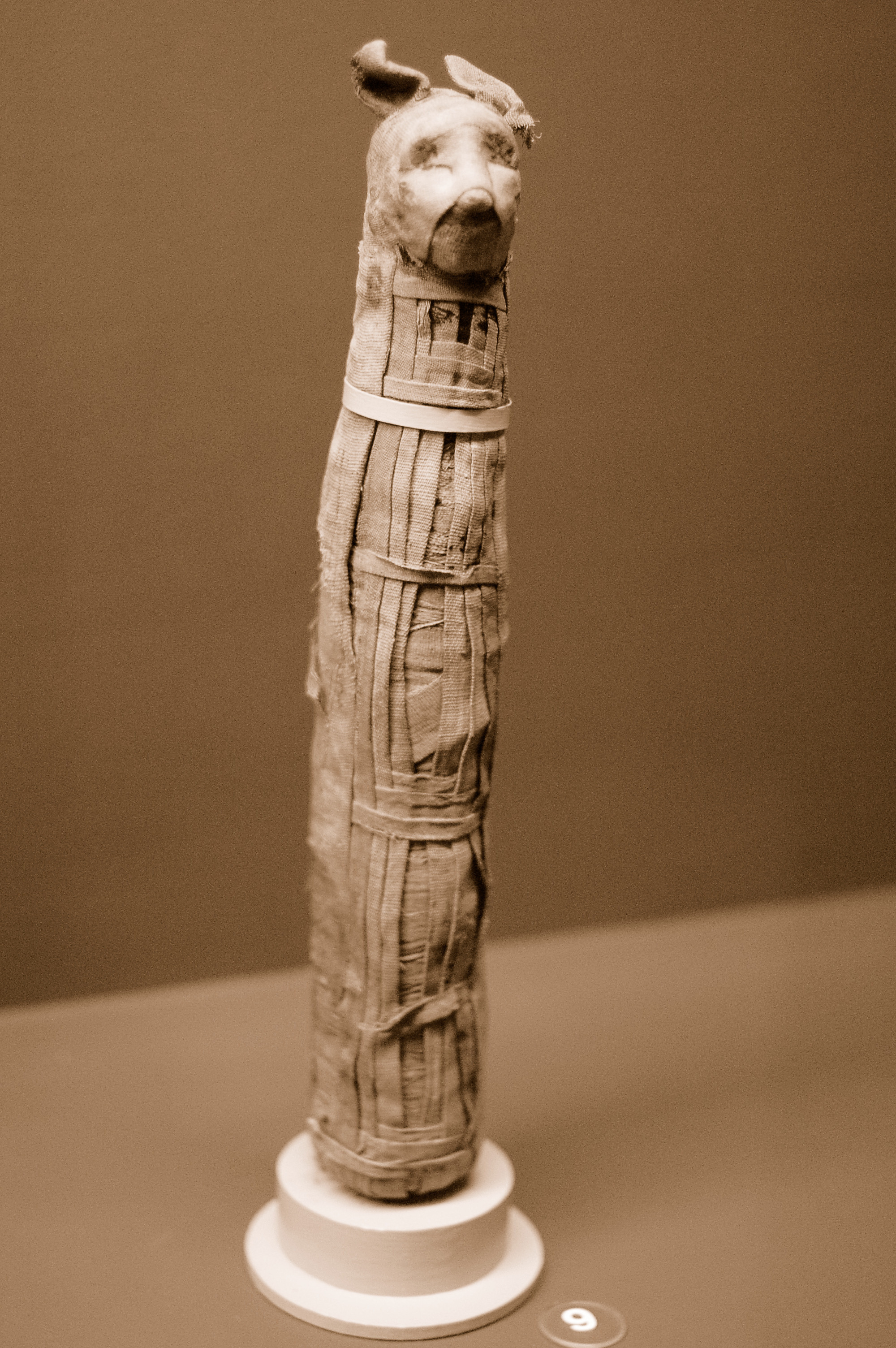
Momia de gato.

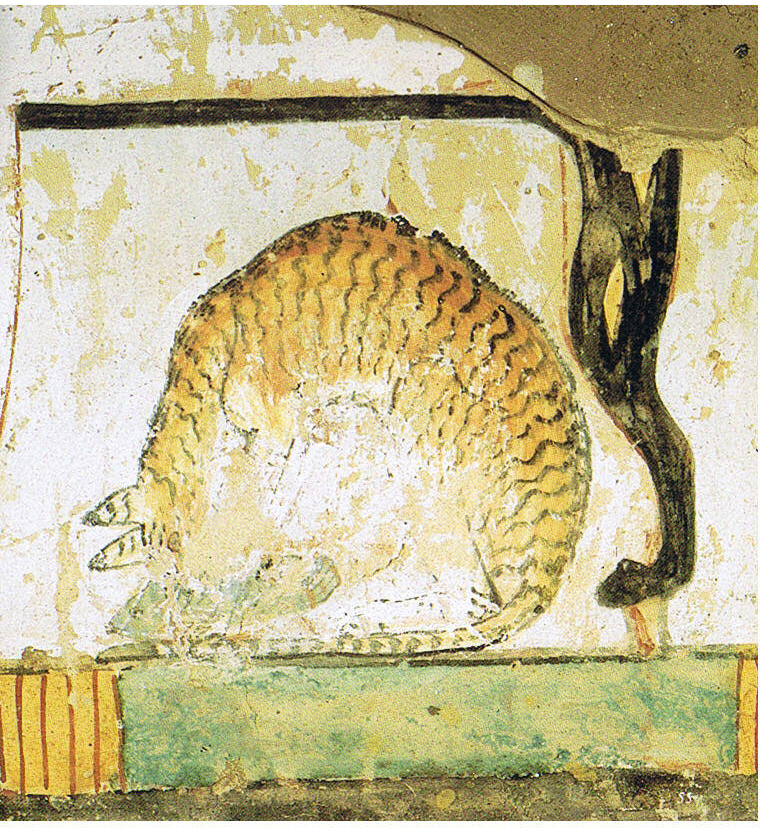
Gato ante un roedor, tumba de Najt.

El egiptólogo suizo Henri Édouard Naville ha encontrado cerca de 20 m³ de cadáveres de gatos y restos de cremación, huesos en jarrones, pozos, arcilla. Al lado de cada pozo, un altar y un hogar ennegrecido por el fuego. Se creía que la momificación permitía al ka (espíritu) del difunto encontrar su huésped y renacer en el otro mundo. Para eso, el cuerpo debía permanecer intacto. La cremación interfiere con este proceso. Como fuera, quemados o no, los gatos recibían los ritos funerarios y el embalsamamiento de la misma manera que sus dueños.

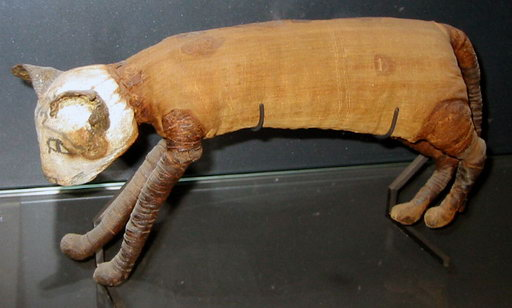
Momia de gato (museo del Louvre).

En 1888, con el descubrimiento del templo de Bastet en las afueras de Beni Hassan, se excavaron cerca de diecinueve toneladas de momias y restos animales, de los cuales relativamente pocos eran gatos. Recientemente, Roger Tabor descubrió otro cementerio felino en el templo de Bastet cuando levantó un grueso sedimento de veinte centímetros de momias comprimidas por los detritos del templo distribuidas sobre una ancho de seis metros.
Egipto, tanto política como culturalmente, no siempre formó un bloque uniforme. En su origen había numerosos reinos, dirigidos por tribus generalmente totémicas, que orientaban su culto hacia ciertos animales.

## Los gatos en la mitología

### De interés
Historia del gato
Historia de los felinos

### Tradiciones funerarias

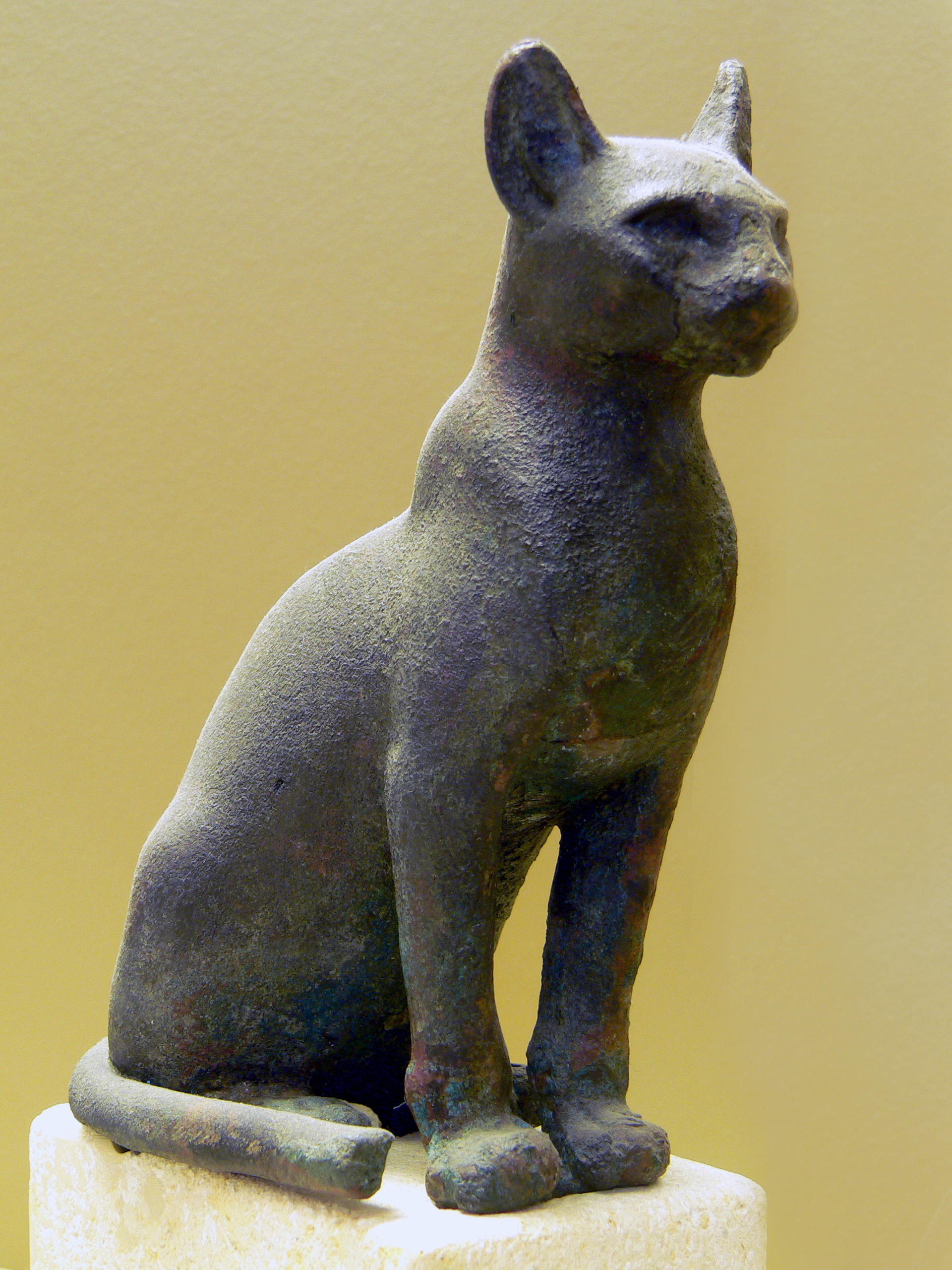
Estatuilla de gato.

Los cultos paganos fueron oficialmente prohibidos por el Edicto de Tesalónica, decretado por el emperador romano Theodosius. El gato en Egipto vio una disminución gradual de su interés, y aunque permaneció como mascota, ya no fue adorado en los templos. En particular, debido a la disminución de las enfermedades y la plaga, cuya transmisión se detuvo, el gato ya no tiene la importancia que ha tenido en Egipto en la actualidad, pero algunos dicen que la tendrá pronto.

## Películas
'Desayuno con diamantes' ('Breakfast at Tiffany's', 1961)
'Alien: El octavo pasajero' ('Alien', 1979)
'Kedi: Gatos de Estambul' ('Kedi', 2016)

## Curiosidades
En creencia de los egipcios, los gatos tenían unos ojos los cuales eran capaces de ver el alma de las personas, por ello, intentaban imitar la mirada felina a través del común maquillaje egipcio.Según la tradición, para conquistar la pequeña ciudad de Pelusium, Cambises II ordenó a sus soldados que capturasen los gatos de la ciudad, para después posicionarlos al frente de su ejército de locales, ya que así, los egipcios no los atacarían, logrando conquistar Pelisium. Se dice que el amor y el respeto que le tenían los egipcios a los gatos, favoreció la victoria de los persas.  
- Felis
- Gato salvaje (Felis silvestris)
- Gato doméstico (Felis silvestris catus)
- Egipto antiguo
- Bastet
- Sejmet
- Bubas
- Mau egipcio s

### Enlaces de interés
Cementerio de gatos
Culto a los gatos en la cultura aymara
Animales sagrados en diferentes países.
El gato que alimentó a una humana
Lenguaje de los gatos
- Datos: Q129076
- Multimedia: Cats in ancient Egypt / Q129076